# Aras Flávias
Aras Flávias ou Altares dos Flávios (em latim: Arae Flaviae) foi o nome latino de uma cidade romana (município), localizada em uma travessia do rio Neckar nas encostas orientais da Floresta Negra, na província romana da Germânia Superior. Deu origem à atual cidade de Rottweil, no estado de Bade-Vurtemberga.

## Nome
A cidade foi fundada pelo imperador romano Vespasiano (r. 69–79), da dinastia flaviana. Este nome sugere que o objetivo principal de sua fundação, além de ser principalmente um ponto fortificado avançado nas terras sendo então conquistadas ao norte, foi erigir um centro regional de culto imperial da dinastia flaviana.

## História
Rottweil é considerada atualmente a mais antiga cidade de Bade-Vurtemberga. Durante o império romano foi local principal de uma civitas e detinha – até onde se sabe na atualidade – como única cidade romana no atual estado de Bade-Vurtemberga o privilégio legal de um município. Esta situação de cidade assegurou, via de regra, que todo membro do conselho da cidade recebesse a cidadania romana. Com área de c. 18 hectares foi, embora menor que as cidades romanas de Colônia Cláudia Ara Agripina e Mogoncíaco, uma das maiores colonizações romanas dos Campos Decúmanos.
Rottweil foi identificada com a antiga Aras Flávias somente em 1950, cujo nome foi transmitido somente pela Tabula Peutingeriana e por Ptolomeu, através do achado de uma inscrição em uma tábua de madeira do diploma de um tribunal romano onde estava escrito literalmente a palavra acto municipio Aris - em português: "emitido na cidade de Arae". Datada de 4 de agosto de 186, foi encontrada em uma casa na Flavierstraße 1 de Rottweil-Altstadt, durante uma escavação em uma fonte romana sob a mesma.

## Origem e localização
O assentamento teve sua origem em um acampamento militar (Castro III) de madeira e terra erguido em 73 pelos romanos no curso da construção da estrada romana do rio Kinzig no lado direito do rio Neckar. A tarefa de seus ocupantes foi vigiar um importante entroncamento de estradas, pois no local dois principais caminhos se cruzavam. O intento do imperador Vespasiano era, após a experiência do ano dos quatro imperadores, diminuir a distância a ser percorrida pelas tropas estacionadas entre o Reno e o Danúbio. A ligação norte-sul formou uma via corrente de Vindonissa através do Kastell Hüfingen para Aras Flávias e continuando até Rotemburgo. O eixo leste-oeste começava no assentamento de legionários em Argentorato via Ofemburgo, vale do rio Kinzig ao Castro Waldmössingen e finalmente Aras Flávias. O ponto final encontrava-se ao leste, em Augsburgo. Logo ao sul de Castro III foram encontrados mais dois outros acampamentos de madeira e terra (Castros IV e V). Também são conhecidos na margem esquerda do rio Neckar o acampamento militar Castro I, que aproximadamente durante 10 anos foi ocupado pelo menos por parte da XI Legião Cláudia de Vindonissa (talvez até com a legião completa).

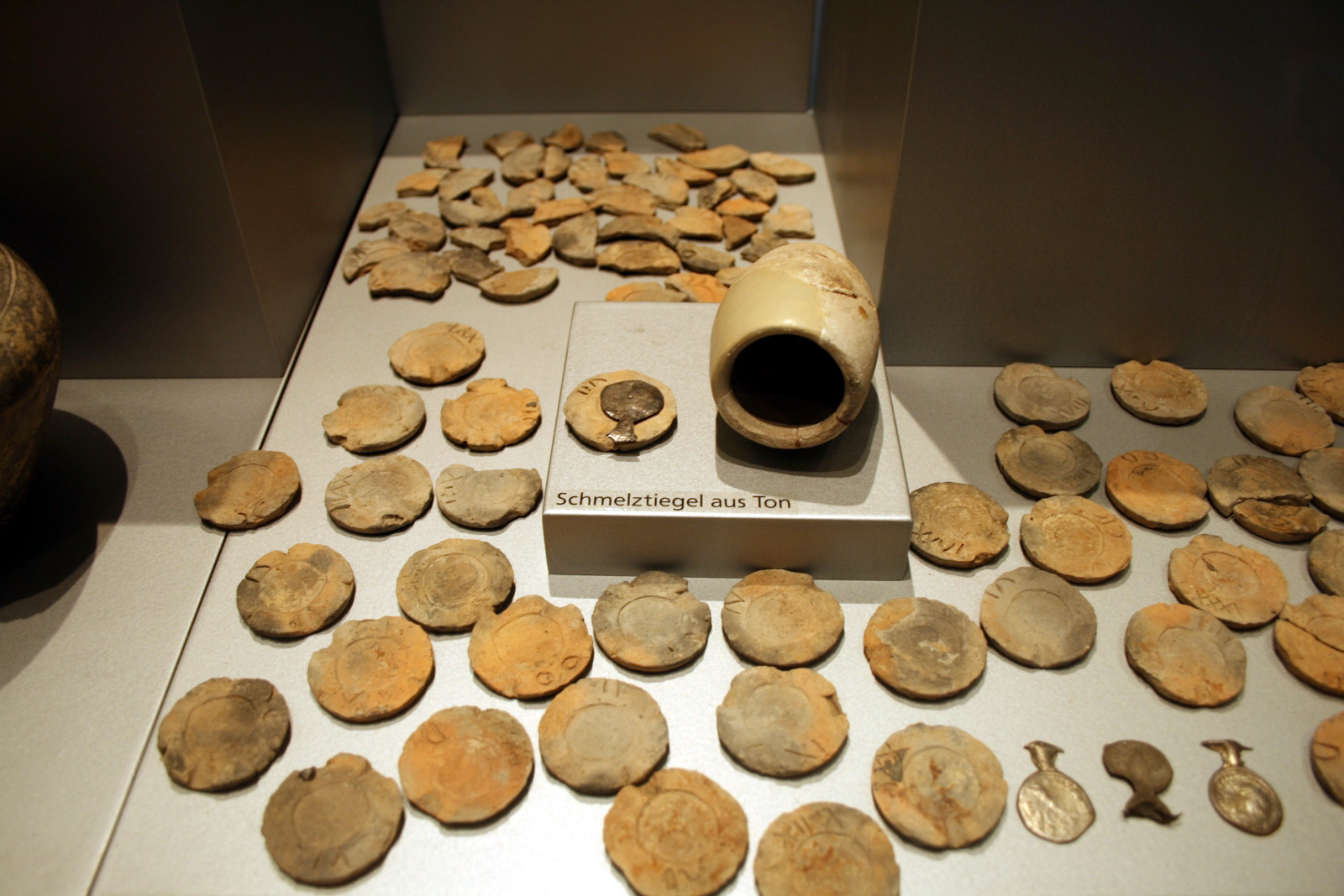
Cadinho de fundição de um antigo falsificador de moedas
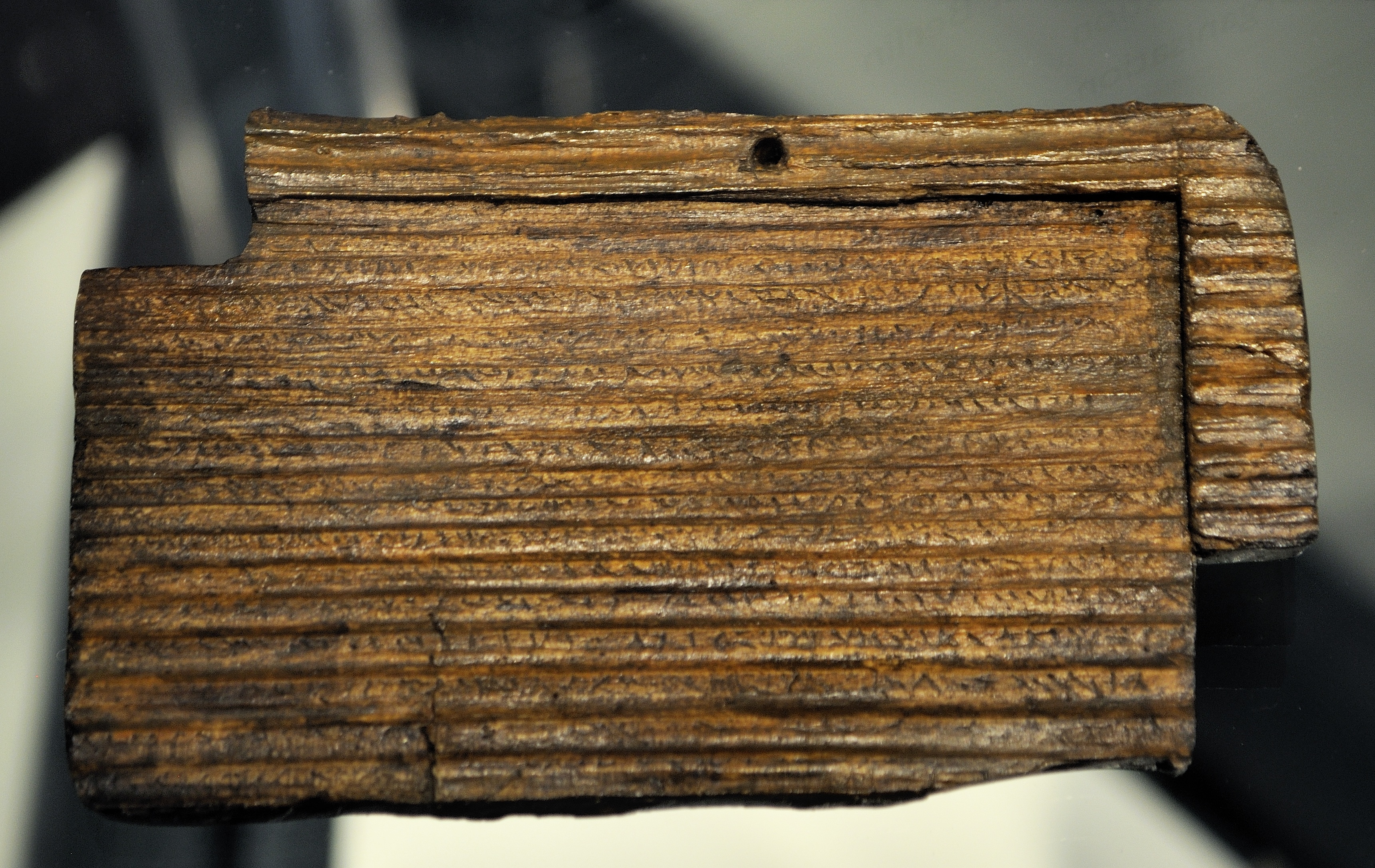
Cópia dos atos da corte de 4 de agosto de 186, sobre processo julgado por Marco Juvento Cesiano, o então legado da VIII Legião Augusta em Aras Flávias
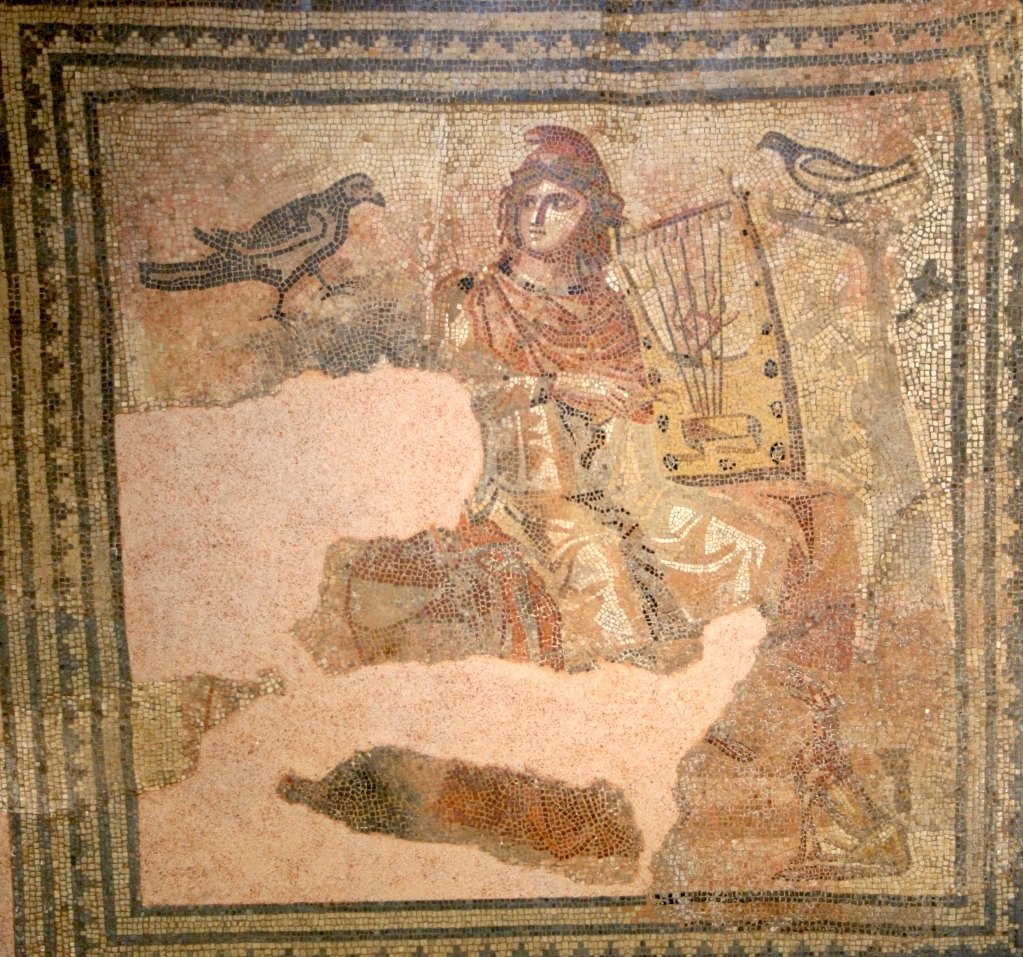
Mosaico de Orfeu (Dominikanermuseum Rottweil)
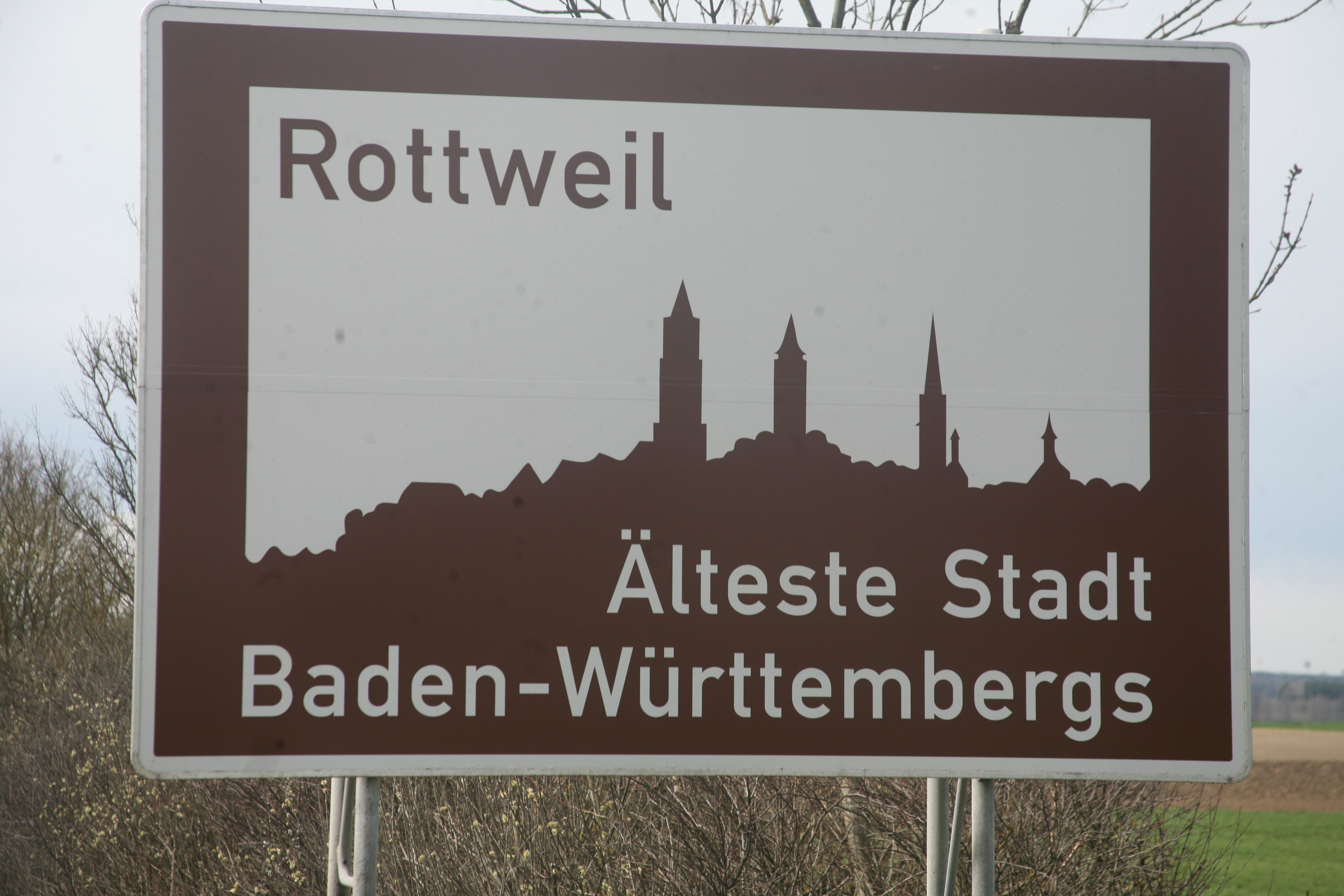
Placa informando ser Rottweil a cidade mais antiga de Bade-Vurtemberga

## Ligações xternas
- Dominikanermuseum mit römischer Abteilung